# Dragana Mirković
Dragana Mirković (serbiska: Драгана Мирковић) är en serbisk pop-folk sångerska.

## Biografi
Dragana föddes 18 januari 1968 i byn Kasidol i Serbien (dåvarande Jugoslavien) som den yngsta av två barn i familjen. Som barn bodde hon med sina föräldrar, farföräldrar och sin äldre syster Dušica.
Hon är gift med Toni Bjelić, de har två barn och bor utanför Wien.

## Diskografi
- Ruže cvetaju samo u pesmama (1987)
- Najlepši par (1988)
- Simpatija (1989)
- Pomisli želju (with Južni vetar) (1990)
- Dragana (1991)
- Dragana (1992)
- Dragana No. 10 (1993)
- Dragana (1994)
- Dragana (1995)
- Dragana (1996)
- Dragana (1997)
- Dragana & Zlaja band (1999)
- 16 (2000)
- Trag u vremenu (2004)
- Luče moje (2006)
- Eksplozija (2008)
- 20 (2012)
- Od milion jedan (2017)